# Maggie Q
Maggie Q, pseudoniem van Margaret Denise Quigley (Honolulu (Hawaï), 22 mei 1979), is een Amerikaans actrice en voormalig model. Ze werd bekend in Hongkong.
Ze werd geboren als dochter van een vader van Poolse, Ierse en Franse afkomst en een moeder van Vietnamese afkomst. Maggie was de jongste uit een gezin van vijf kinderen; ze heeft twee zussen en twee stiefzussen uit haar moeders vorige huwelijk. Nadat Maggie haar middelbare school, Mililani High School, verliet ging ze naar Japan en Hongkong om een carrière als model te beginnen. In 1998 werd ze actrice toen ze een rol kreeg in een Chinese televisieserie.
Hoewel ze in de Westerse landen weinig bekend was, werd ze in Hongkong en andere landen in Oost-Azië een beroemdheid. Haar doorbraak in de filmwereld kwam toen ze speelde in de Hongkongse thrillers Gen-Y Cops en Naked Weapon, waarin ze iemand speelt die martial-arts beoefent. Ze had ook een rol in de Duits/Singaporese televisiefilm Das Haus Der Harmonie, waarin ze speelde tegenover de Singaporese actrice Fann Wong.
Na kleine rolletjes in de Amerikaanse films Rush Hour 2 en Around the World in 80 Days brak ze in 2006 ook door in de Verenigde Staten met haar rol in Mission: Impossible III, waarin ze geheim agente speelde naast hoofdrolspeler Tom Cruise. In 2007 was ze te zien in Die Hard 4.0 als computerhacker.
Van 2010 tot 2013 speelde ze de titelrol in de serie Nikita, een remake van de tv-serie Nikita (1997-2001) die weer gebaseerd was op La Femme Nikita.
Maggie Q is ook een voorvechter van dierenrechten, zo poseerde ze onlangs nog voor de cover van enkele PETA magazines om een veganistische levensstijl te promoten. Zelf volgt ze al meer dan 13 jaar een veganistische levensstijl. Ze zei ooit dat "het stoppen van vlees eten een van de meeste belonende beslissingen was die ze ooit had genomen. "Ik voel me beter, ik heb meer energie op en af de set en ik heb de bevrediging te weten dat ik iets doe om dierenleed tegen te gaan".
Dankzij haar werd ook de garderobe, gemaakt van dierenpels, op de set van Three Kingdoms: Resurrection of the Dragon vervangen  door imitatiepels. 
Ze is ook de co-producer van de documentaire Earthlings, hierin wordt weergegeven wat de gevolgen zijn van de manier waarop de mens met dieren omgaat voor voedsel, kleding, entertainment en dierenexperimenten.
Momenteel is ze gehuisvest in Los Angeles, Californië waar ze samen met haar 3 (op één punt 8) honden, gered uit een asiel, tot op heden verblijft.

## Filmografie
- The Protégé (2021)
- Fantasy Island (2020)
- Death of Me (2020)
- Slumber (2017)
- The Divergent Series: Allegiant (2016) - Tori
- Designated Survivor (2016-2019) (televisieserie) - Hannah Wells
- The Divergent Series: Insurgent (2015) - Tori
- Stalker (2014) (televisieserie) - Beth Davis (19 afleveringen.)
- Divergent (2014) - Tori
- Priest (2011) - Priesteres
- Nikita (2010-2013) (televisieserie) - Nikita (73 afleveringen.)
- Rogues Gallery (2010) - Hoge priesteres
- The King of Fighters (2010) - Mai Shiranui
- Lang zai ji (2009)
- New York, I Love You (2009) - Callgirl
- Deception (2008) - Tina
- Saam gwok dzi gin lung se gap (2008) - Cao Ying
- Need for Speed: Undercover (2008) (videospel) - Chase Linh
- Balls of Fury (2007) - Maggie Wong
- The Counting House (2007) - Jade
- Die Hard 4.0 (2007) - Mai Lihn
- Mission: Impossible III (2006) - Zhen Lei
- Earthlings (2005) - Co-producer
- Maang lung (Dragon Squad) (2005) - Yuet
- Das Haus der Harmonie (2005) (televisie) - Harmony
- Taped (2005) (korte film) - Maggie
- Hainan ji fan (Rice Rhapsody) (2004) - Gigi
- Around the World in 80 Days (2004) - Agente
- Moh waan chue fong (2004) - May
- Yi wu liang huo (2003) - Miss Clary
- Chek law dak gung (2002) - Charlene Ching
- Rush Hour 2 (2001) - Meisje in de auto
- Manhattan Midnight (2001) - Susan/Hope
- Tejing xinrenlei 2 (Gen-Y Cops) (2000) - Jane Quigley
- Gui ming mo (2000) - Anna

- Biblioteca Nacional de España: XX1796671
- Bibliothèque nationale de France: cb15741176n (data)
- Catàleg d'autoritats de noms i títols de Catalunya: 981058510420006706
- Gemeinsame Normdatei: 129683882X
- International Standard Name Identifier: 0000 0000 6301 219X
- Library of Congress Control Number: no2007146178
- Nationale bibliotheek van Australië: 40010199
- Nationale Bibliotheek van Polen: a1000000987579
- Nederlandse Thesaurus van Auteursnamen: 070424888
- Système universitaire de documentation: 162171269
- Trove: 1441659
- Virtual International Authority File: 339873
- WorldCat: E39PBJcC3674x78JQrX6kcDpfq